# イヴァン・ガラミアン
イヴァン・アレグザンダー・ガラミアン（アルメニア語: Իվան Ղալամեան, ラテン文字化：Ivan Alexander Galamian, キリル文字化：Иван Галамян, 1903年1月23日 – 1981年4月14日）は、ヴァイオリン教育者である。

## 経歴
イランのタブリーズに生まれるが、1905年に家族に連れられロシア帝国のモスクワに移住する。モスクワ・フィルハーモニー協会附属学校において、レオポルト・アウアーの門人コンスタンチン・モストラスにヴァイオリンを師事し、1919年に同校を卒業。1917年にロシア革命が勃発すると、父親が成功した実業家であったため、刑務所に投獄される。しかし当時、ボリショイ劇場管弦楽団の団員であったことから釈放された。
その後はボリシェヴィキ政権を避けてフランスに脱出し、1922年から1923年までリュシアン・カペーに入門する。1924年にパリにデビューするが、心身の不調や、指導への興味から、最終的に演奏者を諦め、教育活動を行うことにした。パリ・ロシア音楽院の教員となり、1925年から1929年まで教壇に立つ。パリ時代での初期の門人に、ヴィダ・レノルズ（フィラデルフィア管弦楽団で女性団員として初めて第1ヴァイオリンに採用された）や、ポール・マカノウィツキーがいる。
1937年にアメリカ合衆国に永住し、1941年にジュディス・ジョンソンとニューヨークシティで結婚した。1944年の始めにカーティス音楽院でヴァイオリン教師となり、1946年にはジュリアード音楽学校ヴァイオリン科の主任教授となった。1962年にヴァイオリンの指導法について2つの著作を出版した（『ヴァイオリン奏法と指導の原理（Principles of Violin Playing and Teaching）』『現代のヴァイオリン技巧（Contemporary Violin Technique）』）。ガラミアンの解釈には、ヴァイオリンのロシア楽派とフランス楽派の両方の側面が取り込まれている。ニューヨーク州ウェストポートにおいてメドウマウント夏季音楽講習会を主宰した。
カーティス音楽院やオバリン音楽大学、クリーヴランド音楽学校から名誉博士号を授与され、英国王立音楽院から名誉会員に任命されている。
渡米後の主要な門弟に、マイケル・レビンやピンカス・ズーカーマン、チョン・キョンファ、イツァーク・パールマン、ハイメ・ラレード、サイモン・スタンデイジ、ジョナサン・カーニー、カン・ドンスク、ベティ・ジェーン・ハーゲン、セルジュ・ルカ、デヴィッド・ナディアン、アーノルド・スタインハート、ジョシュア・ベル、深井硯章らがいる。ヴァイオリン教師のドロシー・ディレイも、元は門下生で後に助手になったが、1970年ごろには互いに訣別したといわれる。